# Michael Wigglesworth
Michael Wigglesworth (Yorkshire, 18 oktober 1631 - Malden, 10 juni 1705) was een Brits-Amerikaanse puriteinse theoloog, predikant en dichter wiens gedicht The Day of Doom een bestseller werd in het vroege New England.
Behalve het reeds genoemde The Day of Doom (de dag van het laatste oordeel) schreef Wigglesworth nog talrijke andere gedichten, waaronder A Short Discourse on Eternity, Vanity of Vanities, en God’s Controversy with New England. Hij predikte in Charlestown in de periode 1653-1654, en was pastor in Malden vanaf 1656 tot aan zijn dood. Vanwege zijn zwakke gezondheid waren er lange onderbrekingen waarbij hij zijn pastorale taak niet kon uitoefenen. Tijdens die afwezigheden begon hij geneeskunde te studeren, en hij begon uiteindelijk ook een succesvolle medische praktijk. 
- Bibliothèque nationale de France: cb12192273q (data)
- Gemeinsame Normdatei: 11917703X
- International Standard Name Identifier: 0000 0000 8137 9075
- Library of Congress Control Number: n85062489
- Nationale Bibliotheek van Israël: 987007272634205171
- Nederlandse Thesaurus van Auteursnamen: 147608724
- Istituto Centrale per il Catalogo Unico: LIAV427920
- SNAC: w6wx0tsf
- Système universitaire de documentation: 030525330
- Trove: 1012899
- Virtual International Authority File: 59129073
- WorldCat: E39PBJhmFjGryvFgyBRy43CPcP